# Syščik
Syščik (Сыщик) è un film del 1979 diretto da Vladimir Fokin.

## Trama
Evgenij Kulik, di ritorno dall'esercito, è andato a lavorare nella milizia. Voleva combattere grandi criminali e un giorno il suo sogno si è avverato.